# 文香子
文香子（韓語：문향자，1972年5月5日—），韩国女子手球运动员。她曾代表韩国国家队参加1992年和1996年夏季奥林匹克运动会手球比赛，获得一枚金牌和一枚银牌。